# Нюейго (окръг, Мичиган)
Окръг Нюейго (на английски: Newaygo County) е окръг в щата Мичиган, Съединени американски щати. Площта му е 2230 km², а населението - 47 874 души (2000). Административен център е град Уайт Клауд (в превод Бял облак).